# Аркс
Аркс (на латински: Arx) е наименованието на северната, укрепена, част на Капитолийския хълм в древен Рим.

## Етимология
На латински език думата аркс означава цитадела. Поради местоположението си, цитаделата в Рим понякога е била наричана Капитолийска цитадела (на латински: Arx Capitolina). Древните историци, като Тит Ливий, правят разлика между Капитолия и Аркса, поради което се приема, че южният хребет на хълма е представлявал същинския Капитолий. Двата са били разделени от малка падина (на латински: Asylum).

## История
Мястото на Аркса е било обитавано от дълбока древност. Съгласно историческите извори тук са живели сабинския цар Тит Таций и Марк Манлий Капитолин чиято къща е съборена през 384 г. пр.н.е., когато сенатът забранява на патрициите изобщо да се заселват и живеят на Капитолия и Аркса. Така цитаделата става изцяло публично пространство, а на мястото на дома на екзекутирания Манлий, през 344 г. пр.н.е., е построен обещаният от Камил храм на богинята Юнона Монета. Други забележителности разположени там били т. нар. авгурукул (на латински: Auguruculum), където авгурите извършвали ауспициите (птицегадания), и храм на богинята Конкордия издигнат през 217 г. пр.н.е..
От ранни времена в цитаделата били разполагани стражи и флаг се развявал там и на хълма Яникул като предупреждение за неочаквани вражески нападения. Въпреки това тя не е била място на постоянен гарнизон. Укрепителната система е обхващала и двата хребета на хълма като покрай северния ъгъл на Аркса е преминавала т. нар. Сервиева стена
По времето на Римската империя по ниските части на хребета, с изключение на тези гледащи към Римския фирум, вече били заети от търговки и жилищни постройки, някои от които били големите жилищни блокове изветни като инсули.
Топографията на хребета е претърпяла значими промени през вековете. Строителството на църквата Санта Мария ин Арачели, през средновековието, изиграва решаваща роля в това отношение, а през 20 век върху северната част и склон на цитаделата е построен Националения паметник на Виктор Емануил II.